# Мойсики
Мойсики (пол. Mojsiki) — село в Польщі, у гміні Соколи Високомазовецького повіту Підляського воєводства.
Населення — 87 осіб (2011).
У 1975-1998 роках село належало до Ломжинського воєводства.

## Демографія
Демографічна структура станом на 31 березня 2011 року:
|          | Загалом | Допрацездатний вік | Працездатний вік | Постпрацездатний вік |
| -------- | ------- | ------------------ | ---------------- | -------------------- |
| Чоловіки | 48      | 11                 | 28               | 9                    |
| Жінки    | 39      | 4                  | 18               | 17                   |
| Разом    | 87      | 15                 | 46               | 26                   |